# Hiversport Luxembourg
Hiversport Huskies Luxembourg ist ein Eishockeyverein aus Sandweiler, Luxemburg, der seine Heimspiele im Patinoire de Kockelscheuer austrägt.
Der Verein wurde 1976 gegründet und ist die zweite Kraft im luxemburgischen Eishockey nach Tornado Luxembourg. Der Verein nahm 1984/85 am Eishockey-Europapokal 1984/85 teil, verlor aber beide Spiele sehr deutlich gegen Vissers Nijmegen aus den Niederlanden.
Heute betreibt der Verein ausschließlich Nachwuchsarbeit, wobei die Mannschaften am Spielbetrieb der französischen Juniorenligen teilnehmen.

## Europapokal-Spiele
| Wettbewerb                    | Runde    | Gegner           | Spiel 1 | Spiel 2 |
| ----------------------------- | -------- | ---------------- | ------- | ------- |
| Eishockey-Europapokal 1984/85 | 1. Runde | Vissers Nijmegen | 0:19    | 0:26    |